# 975 Perseverantia
975 Perseverantia este un asteroid din centura principală, descoperit pe 27 martie 1922, de Johann Palisa.